# Palpa (città)
Palpa è la capitale del distretto e della provincia omonima in Perù. Essa è la città più popolosa di tutta la provincia e detiene tutti i servizi basilari per il turismo.

## Geografia fisica
Se si prende ad esempio la carretera Panamericana, Palpa si trova a circa 400 km a sud di Lima, a 100 a sud di Ica ed a 50 km a nord di Nazca. Dista mediamente un'ora e venti minuti da Ica. Palpa è anche la città più piccola fra le più importanti della Regione di Ica dopo il Distretto di San Clemente in Pisco.

## Infrastrutture e trasporti
Vi si può accedere dalla carretera Panamericana, che è la principale via di comunicazione fra la Provincia di Palpa ed il resto del Perù.

## Attrazioni turistiche
Più di 5.000 anni fa, la valle di Palpa era abitata da popoli autoctoni che spesso usavano le rocce vulcaniche per rappresentare gli eventi della vita quotidiana, come gli animali, gli uccelli, le divinità, e molte altre rappresentazioni che oggi sono causa di stupore. Nella valle di Palpa, nella zona di Chicchitara, ci sono oltre 300 incisioni rupestri. I petroglifi di Chicchitara fanno parte di una delle espressioni culturali più importanti del passato del Perù. Tra le figure più importanti, che i visitatori possono apprezzare vi sono le rappresentazioni di condor, gatti, serpenti, lama e cervi delle Ande, tra gli altri. Per raggiungere la zona archeologica di Chicchitara, i visitatori devono passare attraverso il deserto in cui si trovano le famose Linee di Nazca, dove è possibile fermarsi per un attimo e salire su di una torre di metallo da dove si possono chiaramente vedere due delle figure di Nazca , le mani e l'albero. Lungo il percorso, è anche possibile visitare il Museo della Dott.ssa Maria Reiche, la signora tedesca che ha studiato le Linee di Nazca per oltre 50 anni.

## Educazione
Nella città sono ubicati la maggioranza delle scuole della provincia e una succursale della Universidad Nacional San Luis Gonzaga di Ica.